# Канчелло-е-Арноне
Канчелло-е-Арноне (італ. Cancello e Arnone) — муніципалітет в Італії, у регіоні Кампанія,  провінція Казерта.
Канчелло-е-Арноне розташоване на відстані близько 160 км на південний схід від Рима, 33 км на північний захід від Неаполя, 27 км на захід від Казерти.
Населення — 5663 особи (2014).
Щорічний фестиваль відбувається 4 жовтня. Покровитель — Francesco d'Assisi.

## Демографія
Населення за роками:

Станом на 1 січня 2023 року в муніципалітеті офіційно проживало 657 іноземців з 25 країн, серед них 145 громадян країн Євросоюзу та 35 громадян України.

## Сусідні муніципалітети
- Казаль-ді-Принчипе
- Кастель-Вольтурно
- Фальчіано-дель-Массіко
- Граццанізе
- Мондрагоне
- Вілла-Літерно